# Renay Malblanche
Renay Malblanche (Holguín, 8 agosto 1991) è un calciatore cubano.

## Carriera
Ha esordito con la Nazionale cubana nel 2012.